# خوان لارريا (سياسي)
خوان لارريا (بالإسبانية: Juan Larrea )‏ (و. 1782 – 1847 م) هو اقتصادي، ودبلوماسي، وسياسي من الأرجنتين، وإسبانيا، ولد في ماتارو، برشلونة، توفي في بوينس آيرس، عن عمر يناهز 65 عاماً.